# Caso Daiane Hermes
O caso Daiane Hermes ocorreu em Criciúma, Daiane foi uma nutricionista brasileira, ela tinha 22 anos de idade e sua morte sucedeu em 9 de Março de 2010, foi vítima de acidente de trânsito, quando colidiu o seu carro Fiat Palio com um ônibus da linha Expresso quando ela estava dirigindo o seu automóvel, o local da ocorrência do acidente foi na Avenida Centenário no Bairro Pinheirinho por volta do meio-dia.
Daiane teve traumatismo craniano e hemorragia, faleceu no mesmo dia por volta das 17:45 na UTI do Hospital São José de Criciúma.
O velório da nutricionista aconteceu no Cemitério São Luiz do bairro São Luiz, onde compareceu amigos e ex-colegas de faculdade de Daiane, que era chamada pelos amigos por Dai. Ela graduou-se em Nutrição na Universidade do Extremo Sul Catarinense há pouco mais de um ano e estava noiva. O seu veículo Fiat Palio foi o presente do seu pai, e habitava em Criciúma com sua mãe há 15 anos, era natural de Itajaí.
Após a morte de Daiane Hermes, a velocidade dos ônibus do Transporte Coletivo de Criciúma preocupou os habitantes criciumenses.